# Veronika Šikulová
Veronika Šikulová (Modor, 1967. március 15. –) szlovák regényíró, gyermek- és ifjúsági könyvek szerzője.

## Életrajza
Vincent Šikula író és Alice Šikulová pszichiáter legidősebb gyermeke. Modorban végzett középiskolát, és a Comenius Egyetem Bölcsészettudományi Karán tanult újságírást.
Szerkesztőként dolgozott a Literárny týždenník, a Nový Čas és a Meridián folyóiratoknál. Dolgozott a modrai Ľudovít Štúr Múzeumban és a pezinoki Malokarpatskej Könyvtárban is.
Az újságírás mellett prózát is írt. Első prózáját a Smena című napilap irodalmi mellékletében, a Romboid, a Slovenské pohľady és más irodalmi folyóiratokban publikálta.
Férje Marek Mihalkovič fizikus, Jozef Mihalkovič költő fia. Modorban él és dolgozik.

## Irodalmi munkái
- Odtiene (1997)
- Z obloka (1999)
- Mesačná dúha (2003)
- To mlieko má horúčku (2006)
- Domček jedným ťahom (2009)
- Miesta v sieti (2011)
- Diera do svetra (2012)
- Medzerový plod (2014)
- Petrichor (2016)
- Ži vo mne (2018)
- Tremolo ostinato (2020)
- Radosti a dni (2021)
- Pozor, bodkovaný pes! (2021)
- Líštičky majú rady teplo (2022)
- Zelená pošta (2022)
- Záhradky (Vyvolávanie) (2023)

### Magyarul megjelent
- Menettérti (Miesta v sieti) – L'Harmattan, Budapest, 2014 · ISBN 9789632368191 · Fordította: Mészáros Tünde
- Hiányos fiasítás (Medzerový plod) – L'Harmattan, Budapest, 2016 · ISBN 9789634140375 · Fordította: Mészáros Tünde
- Tulipánból paprika (Domček jedným ťahom) – L'Harmattan, Budapest, 2017 · ISBN 9789634142867 · Fordította: Mészáros Tünde

## Díjai
- 1997: Ivan Krasek-díj az Odtiene című debütáló könyvéért[5]
- 2015: Anasoft litera a Medzerový plod című könyvhöz[7] [5]
- 2016: Krištáľové krídlo-díj 2015-re újságírás és irodalom kategóriában a Medzerový plod című könyvért[8]

## Fordítás
- Ez a szócikk részben vagy egészben  a   Veronika Šikulová című szlovák Wikipédia-szócikk fordításán alapul.  Az eredeti cikk szerkesztőit annak laptörténete sorolja fel. Ez a jelzés csupán a megfogalmazás eredetét és a szerzői jogokat jelzi, nem szolgál a cikkben szereplő információk forrásmegjelöléseként.